# Couvent des Bernardines de La Roche-sur-Foron
Le couvent des Bernardines est un couvent situé à La Roche-sur-Foron, en France. Il devient un collège, puis le petit séminaire-collège Sainte-Marie.

## Localisation
Le couvent est situé dans le département français de la Haute-Savoie, sur la commune de La Roche-sur-Foron.

## Historique
Louise de Ballon prononce ses vœux le 4 mars 1607 à l'abbaye Sainte-Catherine du Mont (au Semnoz) prenant Thérèse pour nom de religion. Partageant avec son cousin et directeur spirituel François de Sales la volonté de réformer les usages mondains qui s’étaient instaurés au Semnoz, elle y milite sans succès pour le retour à la stricte clôture. Après quinze années de conflits elle finit par s'établir avec quelques sœurs qui la suivent dans sa démarche à Rumilly, en 1622. De là le mouvement essaime à La Roche-sur-Foron dès 1626 puis à Seyssel (1627) et Annecy (1639).
Elle achète en 1626 le château du Saix à La Roche pour y établir sa sœur cadette Anne-Gasparde. Dès la fin des années 1660 les Bernardines, à l'étroit dans le château, font construire un monastère dans le faubourg Saint-Bernard où elles se déplacent le 30 juillet 1670. Elles sont au nombre de trente-six. Les Bernardines recevaient un subside du roi ; mais malgré quelques bien immobiliers, elles connaissent des difficultés de gestion et les deux occupations de la Savoie par les troupes de Louis XIV (1690 et 1703-1714) aggravent leur situation alors qu’il faut rebâtir une grande partie du couvent et son église qui menacent ruine. L'historien et prêtre Jean-François Gonthier (1847-1913) indique qu'« Une quête générale dans les diocèses de France leur fournit de quoi réparer le couvent et bâtir l'église dorique qui sert aujourd'hui de chapelle aux collégiens de cette ville », toutefois plusieurs Bernardines sont obligées de solliciter des aides dans la région. Il indique d'ailleurs que deux d'entre-elles — Jeanne-Antoinette de Loche, fille de Gaspard de Loche, bailli de Faucigny, et sœur Claire-Françoise —, d'origine notable, parcourent pendant deux ans la France, la Suisse et le Piémont.
Vers 1640, un incendie consume le toit du couvent puis un autre leur maison de Vallières. En dehors des exercices religieux qui occupaient une partie de leur journée, elles étaient chargées de l'instruction et l'éducation des demoiselles des familles nobles et notables du Faucigny et des environs qu'elles logeaient et nourrissaient. Gonthier indique dans son étude que « Le taux de la pension, communément de huit livres en 1737, montait à dix, douze et quatorze livres à la fin du siècle ». Le Livre de Comptes nous apprend qu'en 1774 et 1775, leur revenu provient également de la sériciculture.
La clôture du monastère des Bernardines d'Annecy n’étant assurée que par de simples haies et « leur chapelle menaçait de s'écrouler », l'évêque du diocèse, Mgr de Chaumont, propose de les déplacer à Rumilly et à La Roche avec l’approbation du roi Charles-Emmanuel. Le 4 avril 1752, elles quittent le faubourg du Pâquier alors que leurs bâtiments sont revendus aux Cisterciennes non réformées de Bonlieu, qui résidaient au faubourg de Bœuf. Le produit est partagé entre les deux couvents de La Roche et de Rumilly. Dès lors, la situation financière semble redevenir correcte, mais le couvent se laisse aller à une certaine facilité, vendant une partie de ses biens pour assurer son confort.
Le duché de Savoie est unis à la République française en 1792. Le 5 juin 1793, le monastère et ses biens deviennent des biens nationaux et sont revendus. L'abbé Gonthier raconte que ceux-ci sont « Soustraits à la rapacité des Jacobins par le zèle de quelques braves gens de La Roche ». Ils sont cédés ensuite par Napoléon Ier à l'institution de la Légion d'honneur. Le 31 août 1807, l'abbé de Thiollaz, vicaire général du diocèse de Genève, en fait l'acquisition et ouvre le Petit-Séminaire de Sainte-Marie de La Roche.

## Architecture et description
Situés au sein de l'agglomération au 86 faubourg Saint-Bernard les bâtiments de l'ancien couvent des Bernardines abritent aujourd’hui le collège Sainte-Marie. La chapelle, qui possède un exceptionnel retable baroque daté de 1726 et les façades du XVIIIe siècle de la cour est sont inscrites au titre des monuments historiques par arrêté du 21 décembre 1984.

## Filiations et dépendances
La Roche-sur-Foron est fille du couvent des bernardines de Rumilly et elle est à l’origine de ceux de Toulon en 1637, Annecy en 1639, Cuers en 1640 et plus tard de Fréjus. Elle possède quelques dépendances :
- à La Roche outre l’abbaye elle-même celle-ci possède des chenevières, des champs, des vergers et une maison de ville
- à Amancy : étang, grange, verger, bois et un moulin
- à Etaux : champs et broussailles
- à Ayse : vignes et maison aux Perrières.

## Abbesses de La Roche
Selon l'article de Jean-François Gonthier (1847-1913), les abbesses du couvent sont :
- 1626 — 1630 : Anne-Gasparde de Ballon, première supérieure ;
- .... — .... : Claude-Catherine Dunoyer de Minjod, fondatrice du monastère à Toulon en 1637 ;
- 1637 — 1653 : Jeanne-Claude de Limojon, réélue quatre fois, avant de diriger les couvents de Rumilly et de Seyssel. Elle envoie en 1639 huit religieuses fonder le couvent d'Annecy dans le faubourg du Pâquier-Mossière puis l'année suivante, quatre autres pour fonder le couvent de  Cuers en Provence, dont la sœur Thérèse-Constance de Pers est la première supérieure ;
- 1653 — 1659 : Marie-Louise de Montfalcon ;
- 1659 — 1662 : Marie-Josephte de La Forest, de Rumilly-sous-Cornillon ;
- .... — .... : Marie-Cécile de Roget, réélue trois fois ;
- 1668 — 1671 : Louise Cécile de Faverge, fondatrice ensuite de la maison de Fréjus ;
- 1674 — 1677 : Marie-Gabrielle Mollard ;
- 1680 — 1683 : Louise-Catherine de Thoire ;
- 1683 — 1695 : Marie-Barbe de Gingins, de Divonne ;
- .... — .... : Anne Françoise Dumonal, morte supérieure en 1713, après avoir dirigé la maison pendant quinze ans ;
- 1704 — 1742 : Marie-Bonaventure Michely, réélue 8 fois pendant une période particulièrement difficile et qui fit achever l'église en 1728 ;
- 1734 — 58 : Anne-Angélique de Thoire, élue 7 fois, accueille la communauté d’Annecy ;
- 1737 — 1776 : Marie-Agathe Dufrenoy, de Cluses, supérieure en 1746 ;
- 1758 — 1779 : Geneviève de Foras, grand-tante du comte Amédée de Foras ;
- 1779 — 1788 : Marie-Suzanne Orsier de La Roche, qui exerce la charge pendant neuf ans ;
- 1788 — 1793 : Anne-Jaqueline Cartier, supérieure à la Révolution.